# Cowsay
cowsay — программа на Perl, которая при запуске выводит изображение говорящей или думающей коровы (либо другого персонажа), нарисованной в ASCII-символах, с «облачком» фразы или мыслей в котором написан какой‑нибудь заданный программе текст.
Пример: uptime | cowsay -f bunny выведет:
```
 _____________________________________
/  15:48:39 up 2 days, 2:44, 6 users, \
\ load average: 0.34, 0.42, 0.31      /
 -------------------------------------
  \
   \   \
        \ /\
        ( )
      .( o ).

```

Могут быть выведены и другие персонажи, параметр -l показывает все возможные варианты:
| $ cowsay -l Cow files in /usr/share/cowsay/cows: apt beavis.zen bong bud-frogs bunny calvin cheese cock cower daemon default dragon dragon-and-cow duck elephant elephant-in-snake eyes flaming-sheep ghostbusters gnu head-in hellokitty kiss kitty koala kosh luke-koala mech-and-cow meow milk moofasa moose mutilated pony pony-smaller ren sheep skeleton snowman sodomized-sheep stegosaurus stimpy suse three-eyes turkey turtle tux unipony unipony-smaller vader vader-koala www |

Например, можно изобразить официального талисмана Linux — пингвина Tux:
```
user@linux:~> uptime | cowsay -f tux
 _________________________________________
/  00:09 up 2:18, 4                       \
| пользователя,                           |
| средняя                                 |
| загруженность: 3,57, 3,30,              |
\ 2,80                                    /
 -----------------------------------------
   \
    \
        .--.
       |o_o |
       |:_/ |
      //   \ \
     (|     | )
    /'\_   _/`\
    \___)=(___/

```

ASCII-коров также можно встретить в некоторых менеджерах пакетов в качестве «пасхальных яиц» — например, в apt-get от Advanced Packaging Tool (запустить apt-get moo) или emerge от Portage. Наряду с программами banner и FIGlet образует группу шуточных команд по генерации ASCII-графики при работе в командной оболочке.